# Fancy Gap
Fancy Gap és una concentració de població designada pel cens dels Estats Units a l'estat de Virgínia. Segons el cens del 2000 tenia 260 habitants.

## Demografia
Segons el cens del 2000, Fancy Gap tenia 260 habitants, 110 habitatges, i 81 famílies. La densitat de població era de 24,8 habitants per km².
Dels 110 habitatges en un 25,5% hi vivien nens de menys de 18 anys, en un 67,3% hi vivien parelles casades, en un 5,5% dones solteres, i en un 25,5% no eren unitats familiars. En el 23,6% dels habitatges hi vivien persones soles el 13,6% de les quals corresponia a persones de 65 anys o més que vivien soles. El nombre mitjà de persones vivint en cada habitatge era de 2,36 i el nombre mitjà de persones que vivien en cada família era de 2,79.
Per edats la població es repartia de la següent manera: un 20,8% tenia menys de 18 anys, un 6,2% entre 18 i 24, un 25,8% entre 25 i 44, un 30,4% de 45 a 60 i un 16,9% 65 anys o més.
L'edat mediana era de 42 anys. Per cada 100 dones de 18 o més anys hi havia 85,6 homes.
La renda mediana per habitatge era de 22.250 $ i la renda mediana per família de 50.809 $. Els homes tenien una renda mediana de 36.250 $ mentre que les dones 32.500 $. La renda per capita de la població era de 16.997 $. Entorn del 12,7% de les famílies i el 22,3% de la població estaven per davall del llindar de pobresa.

## Poblacions més properes
El següent diagrama mostra les poblacions més properes.